# Speedy (1928)
Speedy é um filme mudo norte-americano de 1928, do gênero comédia, dirigido por Ted Wilde  e estrelado por Harold Lloyd e Ann Christy.

## Produção
Harold Lloyd, Charles Chaplin e Buster Keaton são geralmente considerados os três maiores mestres da comédia no cinema. No final da década de 1930, os filmes de Chaplin começavam a rarear e os de Keaton, meio esquisitos, ainda não eram devidamente apreciados. Com isso, Lloyd tornou-se o campeão das bilheterias. Speedy, seu primeiro trabalho depois de mais de um ano e também seu último da era muda, situa-se apenas um pouco abaixo das melhores obras de seus dois rivais.
Rodado em Nova Iorque — o último de Lloyd naquela metrópole—, o filme pode ser visto como um atraente documento histórico ao mostrar pontos icônicos da cidade, como o Yankee Stadium, Columbus Circle, Wall Street e o Luna Park de Coney Island, tal como eram em 1928. A história termina com um prodigioso acidente na Ponte do Brooklyn — acidente não planejado, mas que foi aproveitado na montagem.
Babe Ruth faz uma ponta como passageiro de Lloyd, quando este dirigia um táxi.
O filme recebeu uma indicação ao Oscar, na categoria de Melhor Diretor em Filme de Comédia, uma categoria que existiu somente na primeira cerimônia.
Speedy era a alcunha de Harold Lloyd em sua juventude.

## Sinopse
Mais uma vez, a paixão pelo beisebol fez com que Speedy perdesse o emprego. Ele, então, resolve passar o dia com a namorada Jane em Coney Island. O pai dela, Pop Dillon, opera o último trólebus movido a cavalo de Nova Iorque e os magnatas das ferrovias utilizam de todos os meios, legais e principalmente ilegais, para derrubar seu negócio. Speedy decide ajudar o futuro sogro, mas tem apenas vinte e quatro horas para frustrar os planos dos bandidos.

## Premiações
| Patrocinador                                  | Prêmio | Categoria                        | Situação |
| --------------------------------------------- | ------ | -------------------------------- | -------- |
| Academia de Artes e Ciências Cinematográficas | Oscar  | Melhor Diretor, Filme de Comédia | Indicado |

## Elenco
| Ator/Atriz      | Personagem   |
| --------------- | ------------ |
| Harold Lloyd    | Speedy       |
| Ann Christy     | Jane Dillon  |
| Bert Woodruff   | Pop Dillon   |
| Brooks Benedict | Steve Carter |
| Bobby Dunn      | Bandido      |
| Babe Ruth       | Babe Ruth    |